# Tierra Blanca, Sayula de Alemán
Tierra Blanca är en ort i Mexiko.   Den ligger i kommunen Sayula de Alemán och delstaten Veracruz, i den sydöstra delen av landet, 500 km öster om huvudstaden Mexico City. Tierra Blanca ligger 121 meter över havet och antalet invånare är 104.
Terrängen runt Tierra Blanca är huvudsakligen platt. Tierra Blanca ligger uppe på en höjd. Runt Tierra Blanca är det ganska tätbefolkat, med 108 invånare per kvadratkilometer. Närmaste större samhälle är Acayucan, 10,3 km nordost om Tierra Blanca. Omgivningarna runt Tierra Blanca är en mosaik av jordbruksmark och naturlig växtlighet.